# Tell Me What You See
Tell Me What You See (englisch für: Sag mir, was Du siehst) ist ein Lied der britischen Band The Beatles, das 1965 auf ihrem fünften Studioalbum Help! veröffentlicht wurde. Komponiert wurde es von John Lennon und Paul McCartney und unter der Autorenangabe Lennon/McCartney veröffentlicht.

## Hintergrund
Tell Me What You See basiert hauptsächlich auf den musikalischen Ideen von Paul McCartney.
Der Text des Liedes wurde durch einen religiösen Vierzeiler beeinflusst, der an der Wand des Wohnhauses von John Lennons Tante Mimi hing.
Tell Me What You See wurde für den Film Help! geschrieben, aber vom Regisseur Richard Lester abgelehnt. Das Lied wurde nicht in das Liverepertoire der Gruppe im Jahr 1965 aufgenommen. Es ist der einzige Song der Beatles auf dem ein Güiro gespielt wird. Musikalisch ist das Stück simpel gehalten und basiert auf lediglich drei Akkorden (G, D und C).

## Aufnahme

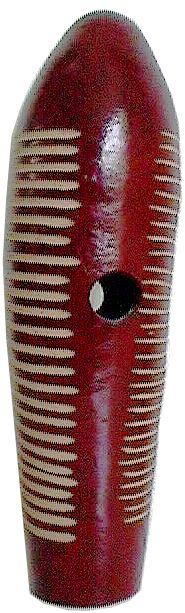
Güiro

Tell Me What You See wurde am 18. Februar 1965 in den Londoner Abbey Road Studios (Studio 2) mit dem Produzenten George Martin aufgenommen. Norman Smith war der Toningenieur der Aufnahmen. Die Band nahm insgesamt vier Takes auf, wobei der vierte Take für die finale Version verwendet wurde. Die Aufnahmen erfolgten zwischen 18 und 22:30 Uhr. Während dieser Aufnahmesession wurde noch das Lied If You’ve Got Trouble eingespielt und davor zwischen 15:30 und 17:15 Uhr das Lied You’ve Got to Hide Your Love Away.
Die Abmischungen des Liedes erfolgten am 20. Februar 1965 in Mono und am 23. Februar 1965 in Stereo.
Besetzung
- John Lennon: Rhythmusgitarre, Hintergrundgesang, Tamburin
- Paul McCartney: Bass, elektrisches Klavier, Gesang
- George Harrison: Güiro
- Ringo Starr: Schlagzeug, Claves

## Veröffentlichungen
- Am 12. August 1965 erschien in Deutschland das neunte Beatles-Album Help!, auf dem Tell Me What You See enthalten ist.
- In Großbritannien wurde das Album am 6. August 1965 veröffentlicht, dort war es das fünfte Beatles-Album.
- In den USA wurde Tell Me What You See auf dem dortigen neunten Album Beatles VI am 14. Juni 1965 veröffentlicht.
- In Deutschland erschien im September 1965 die EP The Beatles Forever, auf der Tell Me What You See enthalten ist.
- Im Dezember 1965 wurde in Frankreich eine EP mit Titel Tell Me What You See veröffentlicht.[1]
- Am 5. Oktober 1965 wurde in Japan die Single You’re Going to Lose That Girl / Tell Me What You See veröffentlicht.[2]
- Am 26. Februar 1987 erfolgte die Erstveröffentlichung des Albums Help! als CD in Europa (USA: 21. Juli 1987), in einer von George Martin im Jahr 1986 hergestellten digitalen neuen Stereoabmischung.

## Coverversionen
Folgend eine kleine Auswahl:
- Jacob's Trouble – Door Into Summer [3]
- Studio 99 – A Tribute to the Beatles [4]